# 645 Agrippina
645 Agrippina هو كويكب، يقع ضمن حزام الكويكبات. اكتشف في 13 سبتمبر 1907. وقد اكتشفه جويل هاستينغز ميتكالف.

## روابط خارجية
- 645 Agrippina في قاعدة بيانات مختبر الدفع النفاث لأجرام النظام الشمسي الصغيرة

- الاكتشاف · مخطط المدار ·  العناصر المدارية · المعلمات المادية

- 645 Agrippina على موقع ويكي سكاي: DSS2, SDSS, GALEX, IRAS, Hydrogen α, X-Ray, Astrophoto, Sky Map, Articles and images